# Mark Hylton
Mark David Hylton (ur. 24 września 1976 w Slough) – brytyjski lekkoatleta specjalizujący się w długich biegach sprinterskich, srebrny medalista olimpijski z Atlanty (1996) w sztafecie 4 × 400 metrów (startował w biegu eliminacyjnym).

## Sukcesy sportowe
| Rok  | Miasto      | Zawody                         | Konkurencja                      | Wynik         |
| ---- | ----------- | ------------------------------ | -------------------------------- | ------------- |
| 1994 | Lizbona     | mistrzostwa świata juniorów    | bieg na 400 m                    | 4. miejsce    |
| 1995 | Nyíregyháza | mistrzostwa Europy juniorów    | bieg na 400 m sztafeta 4 × 400 m | złoty medal   |
| 1996 | Atlanta     | letnie igrzyska olimpijskie    | sztafeta 4 × 400 m               | srebrny medal |
| 1997 | Turku       | młodzieżowe mistrzostwa Europy | bieg na 400 m                    | złoty medal   |
| 1998 | Budapeszt   | mistrzostwa Europy             | sztafeta 4 × 400 m               | złoty medal   |
| 2001 | Lizbona     | halowe mistrzostwa świata      | bieg na 400 m                    | 5. miejsce    |
| 2003 | Birmingham  | halowe mistrzostwa świata      | sztafeta 4 × 400 m               | srebrny medal |

## Rekordy życiowe
- bieg na 100 m  – 10,57 – Fullerton 26/04/2001
- bieg na 200 m – 21,10 – Fullerton 26/04/2001
- bieg na 200 m (hala) – 21,04 – Birmingham 05/01/1997
- bieg na 300 m – 32,26 – Gateshead 19/07/1998
- bieg na 400 m – 45,24 – Zurych 12/08/1998
- bieg na 400 m (hala) – 45,83 – Birmingham 09/02/1997